# Кула Богојвар
Кула Богојвар или Совина кула, је здање сецејистичког стила, с краја 19. века, подигнута 1891. године. Налази се недалеко од обале Палићког језера у градском насељу Палић, у граду Суботици у Севернобачком округу. Од града Суботице је удаљено око 7 км.

## Локација
Кула Богојвар или Совина кула се налази на око 30м од обале Палићког језера, у улици Обала Лајоша Вермеша, са погледом на језеро, окружена великим парком. У непосредној близини се налази Зоо врт, Вила Лујза, Женски штранд, тениски терени, једриличарски клуб, марина за бродове и многи ресторани.

## Историја
Кула Богојвар, или Совина кула, део је велике заоставштине палићког племића Лајоша Вермеша који је настојао да у Суботици и Палићу оживи олимпијску традицију.
Да би Игре имале где да се одржавају у свој воћњак на Палићу је поставио фискултурне справе и направио атлетске стазе. Спортски комплекс је довршен 1891, чиме су створени много бољи услови за такмичаре и гледаоце. За потребе одржавања игара Лајош Вермеш почео је да гради и бројне објекте који и данас постоје на обали језера. 
Богојвар је с тим циљем и саграђен – њему је била намењена улога првог олимпијског хотела у Европи, пошто је подигнут још 1891, пре установљавања модерних Олимпијских игара. У кули Богојвар су имали привилегију да се сместе, о његовом трошку, такмичари из других места.
Саграђена је у швајцарском сецесијском стилу, са врло декоративним кровом од бибер црепа и занимљиве архитектуре.
Недалеко од Совине куле Вермеш је убрзо саградио и две виле, сличног сецесијског стила, што све чини јединствени комплекс. Међутим, Вермешова идеја и ентузијазам су надмашиле његове финансијске моћи, те је пројекат олимпијског села пропао, а недуго након тога и саме олимпијске игре.
Палићка олимпијада је престала кад је избио Први светски рат.
Између два светска рата Богојвар је било место боравка неколико станара, а после Другог светског рата кула заједно с околним вилама, бива запуштена и заборављена.
Урбанистичко сређивање обале које је следило у наредном периоду није имало за циљ да Совиној кули удахне живот, па је она деценијама  била без адекватне функције и намене. 
Било је неколико покушаја да се осмисли некакав садржај, који су се и завршавали само као покушаји, попут организовања изложби или других културних догађања. У другој половини осамдесетих година 20. века, на иницијативу тадашњег директора Позоришта, Љубише Ристића, Богојвар је сређен и у њему су се организовале ликовне изложбе најпознатијих југословенских сликара. 
Било је иницијатива деведесетих година 20. века да се вила трајно уреди и претвори у уметнички атеље али је Кула Богојвар опет остала запуштена.

## Вила данас
Последња идеја градских архитеката и заштитара споменика културе била је да се Богојвар претвори у музеј.
Захваљујући Министарству културе и информисања, које је на конкурсу за заштиту културне баштине за 2013. годину одобрило знатна средства, реконструкција виле на обали Палићког језера Богојвар, односно Совине куле могла је да почне.
На Палићу, недалеко од куле Богојвар, Лајошу Вермешу подигнут је споменик, као и плоча са посветом чији је аутор Вера Габрић-Почуча. Његовом откривању је присуствовао и Лајошев унук Михаљ са својим синовима Тибором и Атилом.
Објекат није отворен за посетиоце.

## Галерија
- Богојвар пре реновирања
- Богојвар пре реновирања
- Богојвар данас